# Rasmus Gran
Rasmus Gran, född 1974, är en svensk serietecknare, utgiven i albumform på Epix förlag och Optimal Press.
Han startade seriefanzinet Asfalt tillsammans med Patrik Stigzelius och Karna Rusek 1995. Gran har gjort en stor mängd självbiografiska serier, både på egen hand och tillsammans med Stigzelius. Han tecknade serien Truls åt tidningen Flamman 2001–2005 och serien Full Gas i tidningen Bilsport Junior i samarbete med Mats Källblad.
Rasmus Gran har medverkat i bland annat Svenska Mad, Mega-Pyton, Galago, Ernie och danska Fahrenheit.